# Caio de Alcântara Machado
Caio de Alcantara Machado (São Paulo, 30 de abril de 1926 — 20 de agosto de 2003) foi um publicitário brasileiro e criador das feiras industriais de negócios.
Formado na Faculdade de Direito da Universidade de São Paulo, ajudava o seu pai nas Lojas Assunção, que vendia rádios e vitrolas. Fazia o programa Parada de Sucessos na rádio Excelsior (CBN). Quando se desligou dos negócios da família em 1956, fundou a primeira agência de publicidade, de capital totalmente brasileiro; a Alcântara Machado Publicidade, atual AlmapBBDO. Em viagem a Nova York, Caio ouviu falar, pela primeira vez, em feira industrial. Por sugestão de seu amigo Charles Snitow, empresário norte-americano, resolve levá-las para o Brasil.
Em 1958, é inaugurada pelo Presidente da República Juscelino Kubitschek, a I Feira Nacional da Indústria Têxtil (Fenit), no Pavilhão Internacional, do parque do Ibirapuera, em São Paulo.
A partir de 1960 a Fenit fez grande sucesso, com o seu nome associado à Rhodia - (divisão têxtil), trazendo os fios sintéticos e seus tecidos, sendo apresentados com desfiles de modas e shows de música, onde foi revelada a modelo e atriz Mila Moreira. Vieram outras feiras industriais de negócios como as feiras da Mecânica, de Utilidades Domésticas - UD -, o Salão Anhembi e o Salão da Criança.
Foi um dos sócios de Octavio Frias e presidente do semanário Folha de S.Paulo até 1961. Em 1968 é empossado presidente do Instituto Brasileiro do Café - (IBC). Machado acreditava que o café brasileiro voltaria a ser uma grande cultura no Brasil.
O Pavilhão Internacional começou a ficar pequeno para as feiras. Foi escolhido um terreno às margens do rio Tietê, que teria no futuro estações do metrô e rodoviária próximas, aeroportos de Cumbica e Congonhas próximos também. Foi feito um projeto contendo dois pavilhões de exposições, Palácio das Convenções e um hotel, hoje com  a marca Holiday Inn (para atender ao turismo de negócios). As obras foram paradas em 1972. Só ficando prontos o Palácio das Convenções e o pavilhão de exposições. Este complexo de construções se chamaria Centro Interamericano de Feiras e Salões, mais conhecido como Parque Anhembi, hoje. No mesmo ano, aconteceu a feira Brasil Export, voltada para o comércio exterior.
A promotora de eventos não  foi vendida em 1997 para um grupo internacional, a Alcantara Machado Feiras de Negócios Ltda como previsto, mas para um grupo interno de diretores tendo como maior acionista Jose Rafael Guagliardi.
Caio foi homenageado pela escola de samba Sociedade Rosas de Ouro, com o samba-enredo Quem plantou o palco, hoje é o espetáculo, no carnaval de 2001 e também quando da criação do Grande Prêmio de Eventos e Turismo do Brasil, que adotou seu nome  e é hoje considerado o maior do país: Prêmio Caio.
As feiras industriais de negócios tiveram grande influência na internacionalização da economia, com o fortalecimento e a modernização da indústria brasileira.
Em 2021 foi lançada sua Biografia pela editora Reality Books tendo como autora a historiadora Dra. Maria Izabel Moreira Salles com o título: VAI DAR JACARÉ

## Prêmios
Seus trabalhos foram premiados diversas vezes, incluindo o prêmio Homem de Marketing do Ano, que arrematou seis vezes, e a Legião de Honra da França.

## Prêmio Caio
“Vai dar jacaré” era uma frase muito usada por Caio e a lembrança do animal passou a ser associada naturalmente a sua pessoa pelos profissionais do setor. Através dos tempos, dezenas, centenas de quadros e alegorias de jacarés foram se espalhando por seu escritório, presenteadas por seus amigos e admiradores. Criado em 1999, Prêmio Caio em sua homenagem criou um troféu com a figura de um Jacaré, que hoje podem ser encontrados nas prateleiras das principais agências, hotéis e centros de convenções do Brasil.